# Reserva natural

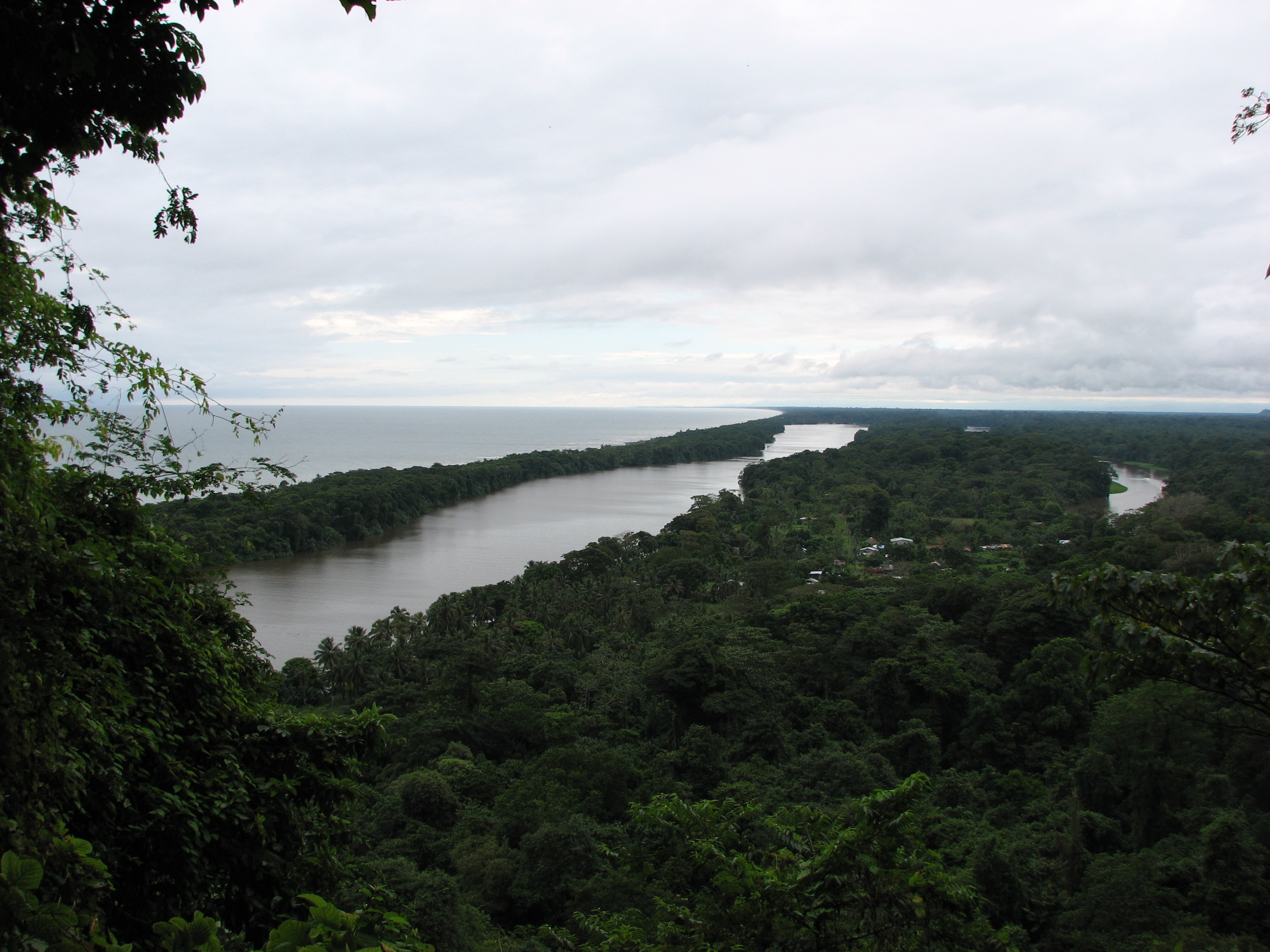
Parque Nacional Tortuguero, na Costa Rica.

Reserva natural, ou  reserva florestal, são denominações de certas áreas protegidas, cujas definições podem variar de acordo com a legislação do país. Às vezes são usadas com o mesmo significado de "áreas protegidas". As reservas naturais são áreas de importância para a preservação da vida selvagem, flora, fauna ou características geológicas e outras de especial interesse, as quais são reservadas e gerenciadas para sua conservação ética e para favorecer o estudo e a pesquisa em condições favoráveis. Reservas florestais podem ser designadas por instituições governamentais em alguns países (como o ICMBio no Brasil ou o ICNF de Portugal), ou por particulares donos de terras, organizações sem fins lucrativos e instituições de pesquisa, nacionais ou estrangeiras. Reservas florestais são classificadas em diferentes categorias da IUCN, dependendo do nível de proteção garantido pelas leis locais. Uma reserva de vida selvagem é uma área protegida importante para a fauna e flora, a qual deve receber proteção visando sua conservação. É possível fazer pesquisa não-invasiva, moralmente aceitável, em animais selvagens capturados em circunstâncias em que tais animais sejam incapazes de sobreviver por conta própria (por exemplo, domesticados em demasia, feridos ou deformados) e portanto, a reserva lhes oferece uma possibilidade de vida que, de outra forma, não seria possível. '

## História

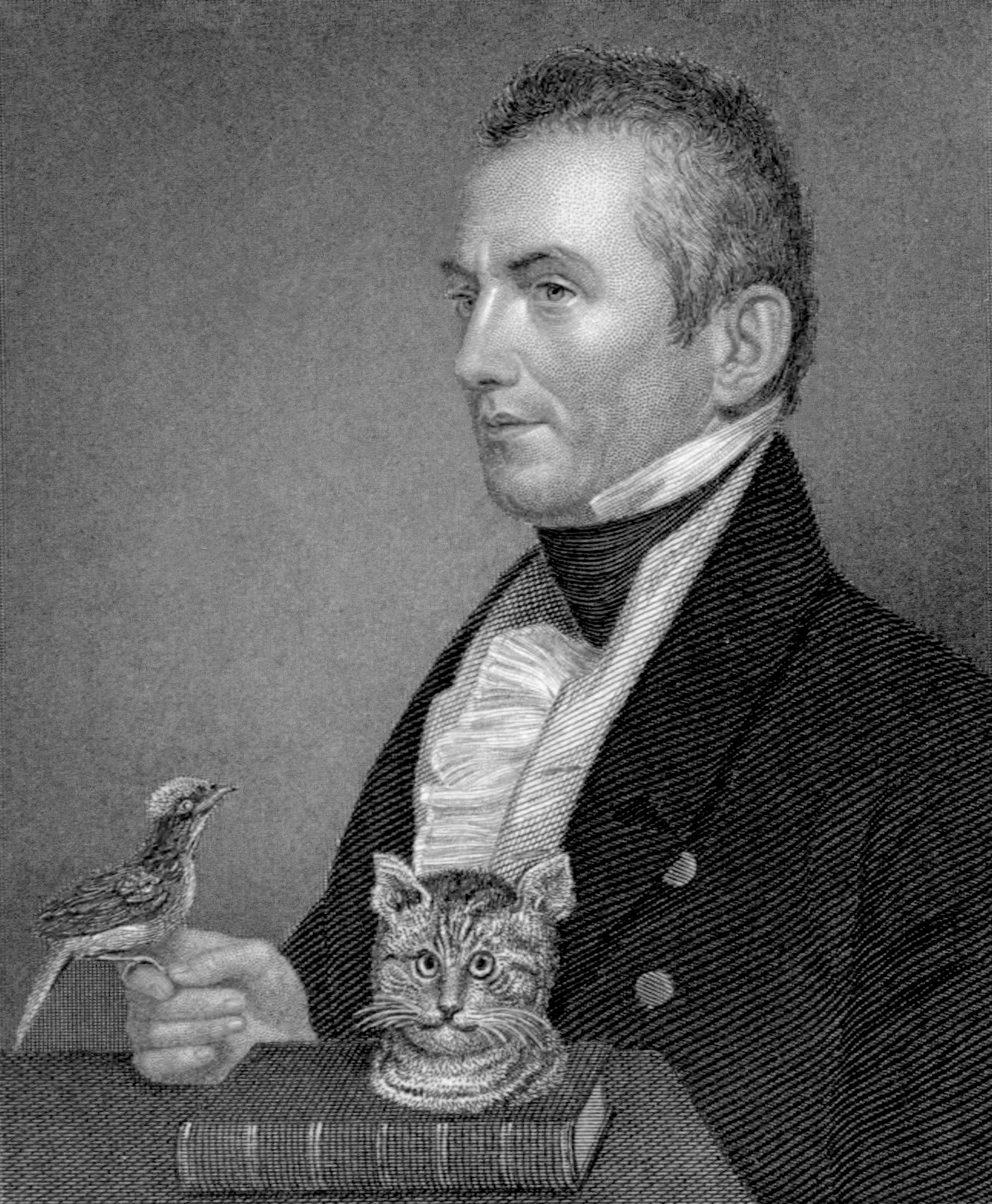
Charles Waterton estabeleceu a primeira reserva natural em 1821

Práticas culturais que igualam aproximadamente ao estabelecimento e a manutenção de áreas reservadas para animais remontam à antiguidade, com o rei Devanampiya Tissa de Sri Lanka, que estabelece um dos mais antigos santuários de vida selvagem do mundo no século III a.C. As reservas antecipadas, muitas vezes, tinha sustentamento religioso, tais como o "mal da floresta' áreas da África Ocidental, que foram proibidas aos seres humanos, que foram ameaçados com o ataque espiritual se fossem lá. Áreas sagradas, tabu para os humanos, proíbem a pesca e a caça, e são conhecidas por muitas culturas antigas em todo o mundo.
A primeira reserva natural moderna do mundo foi estabelecida em 1821 pelo naturalista e explorador Charles Waterton em torno de sua propriedade em Walton, no West Yorkshire. Ele gastou 9 000 libras esterlinas na construção do parque de caçadores de 3 milhas de comprimento. Ele tentou incentivar os pássaros com o plantio de árvores e esvaziamento de troncos para corujas de nidificação.

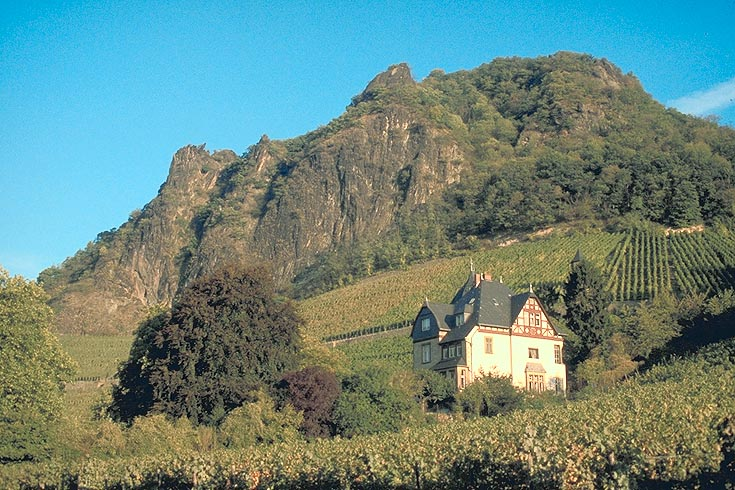
Drachenfels (Siebengebirge)

Inventou também caixas artificiais de ninho para abrigar estorninhos e gralhas-de-nuca-cinzenta e tentou, sem sucesso, introduzir corujinhas da Itália. Waterton permitiu, às pessoas locais, o acesso à sua reserva e foi descrito por David Attenborough como "uma das primeiras pessoas a reconhecer não só que o mundo natural era de grande importância, mas que precisava de proteção".
Drachenfels (Siebengebirge) foi protegido como o primeiro estado-área de reserva natural na Alemanha moderna. O lugar foi comprado pelo Estado prussiano, em 1836, para protegê-lo da exploração de pedreiras.
A primeira grande reserva natural foi o Parque Nacional de Yellowstone, em Wyoming, nos Estados Unidos, seguido pelo Royal National Park perto de Sydney, na Austrália, e a reserva natural Barguzin da Rússia Imperial, o primeiro de zapovedniks, instituído pelo governo federal, inteiramente para o estudo científico da natureza.

## Em todo o mundo

### Austrália
Na Austrália, uma reserva natural, é o título de um tipo de área protegida utilizada em jurisdições do Território da Capital Australiana, Nova Gales do Sul, Tasmânia e Austrália Ocidental. A expressão "reserva natural" é definida no respectivo estatuto utilizado nos estados e territórios, e não por um único estatuto nacional. A partir de 2014, 1 767, de um total de 10 339 áreas protegidas listadas dentro do Sistema da Reserva Nacional da Austrália, usaram a expressão "reserva natural" em seus nomes.

### Brasil
No Brasil, as reservas naturais são classificadas como "estações ecológicas" ou "reservas biológicas" pelo Sistema Nacional de Unidades de Conservação da Natureza. Seus principais objetivos são a preservação de fauna e flora e demais atributos naturais, excluindo a interferência direta do ser humano. Visitas são permitidas apenas com permissão, e só para a educação ou para fins científicos. Alterações de ecossistemas, em ambos os tipos de reserva são permitidos para recuperar e preservar o equilíbrio natural, a diversidade biológica e os processos ecológicos naturais. Estações Ecológicas também estão autorizadas a alterar o ambiente estritamente dentro de limites definidos (por exemplo, afetando não mais do que 3% da área, ou 1 500 hectares (3 700 acre(s)s), o que for menor) para a finalidade de pesquisa científica. A reserva de vida selvagem no Brasil também é protegida, e a caça não é permitida, mas os produtos e subprodutos de pesquisa podem ser vendidos.

### Egito
Há 29 reservas naturais no Egito, que cobrem 12 % do território egípcio. Essas reservas naturais foram construídos de acordo com as leis nº. 102/1983 e 4/1994 para a proteção da reserva natural egípcia. O Egito anunciou um plano para construir 40 reservas naturais, a partir de 1997, para 2017, para ajudar a proteger os recursos naturais, a cultura e a história dessas áreas. A maior reserva natural no Egito é Gebel Elba (35 600 quilômetro quadrados (14 000 sq mi)) no sudeste, na costa do Mar Vermelho.

### União Europeia

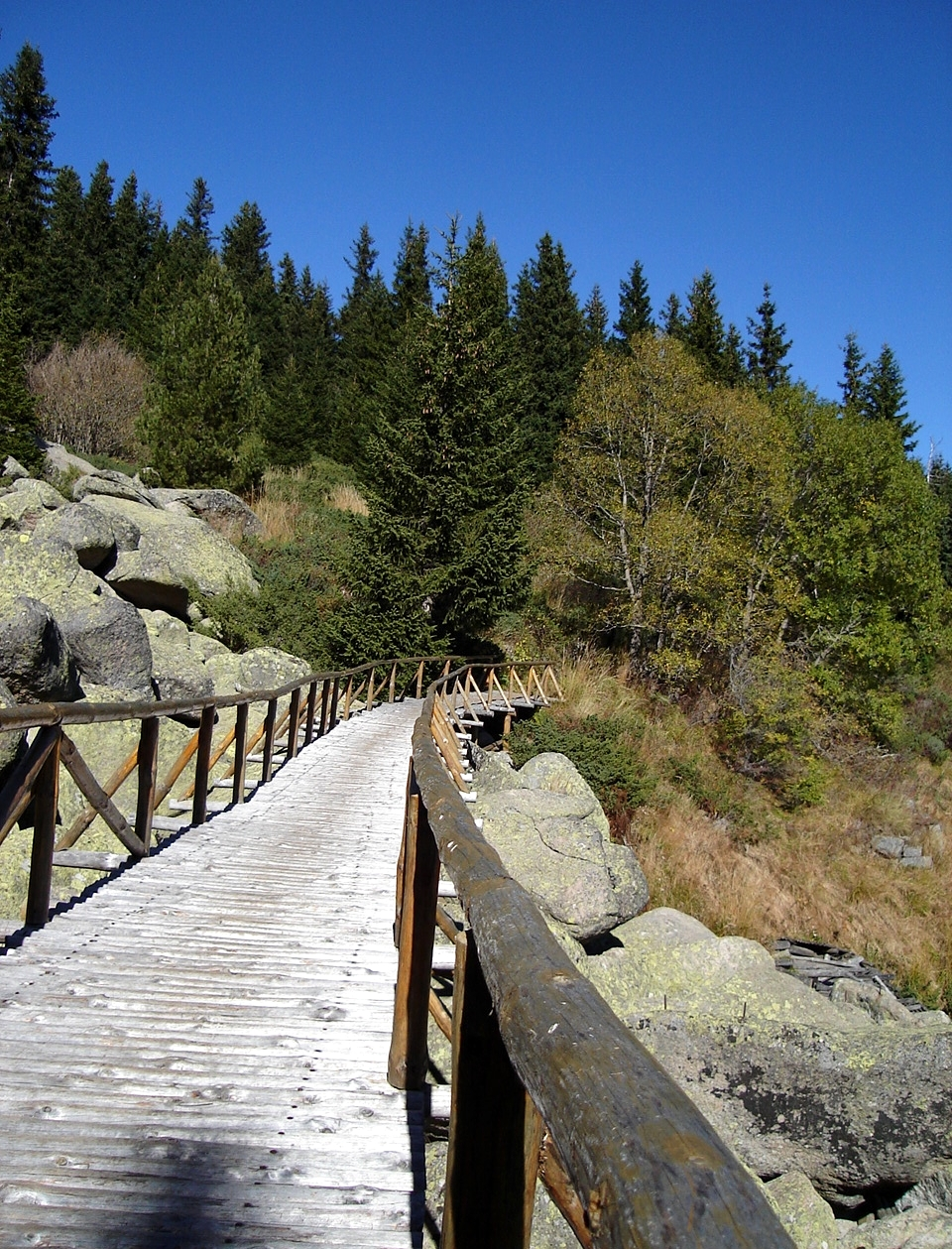
Uma ponte sobre um rio de pedra em Bistrishko Branishte, reserva natural búlgara fundada em 1934

#### Dinamarca
A Dinamarca tem três parques nacionais e várias reservas naturais, algumas delas dentro da área de parques nacionais. A maior reserva natural é a de Hanstholm, que abrange 40 km2 (9 900 acre(s)s) e é parte de um parque nacional.

#### Suécia
Na Suécia, existem 29 parques nacionais. O primeiro deles, foi criado em 1909. Na verdade, a Suécia foi o primeiro país Europeu que estabeleceu 9 parques nacionais. Há quase 4 000 reservas naturais, na Suécia. Elas constituem cerca de 85% da superfície e é protegida pelo Código Ambiental Sueco.

#### Estónia

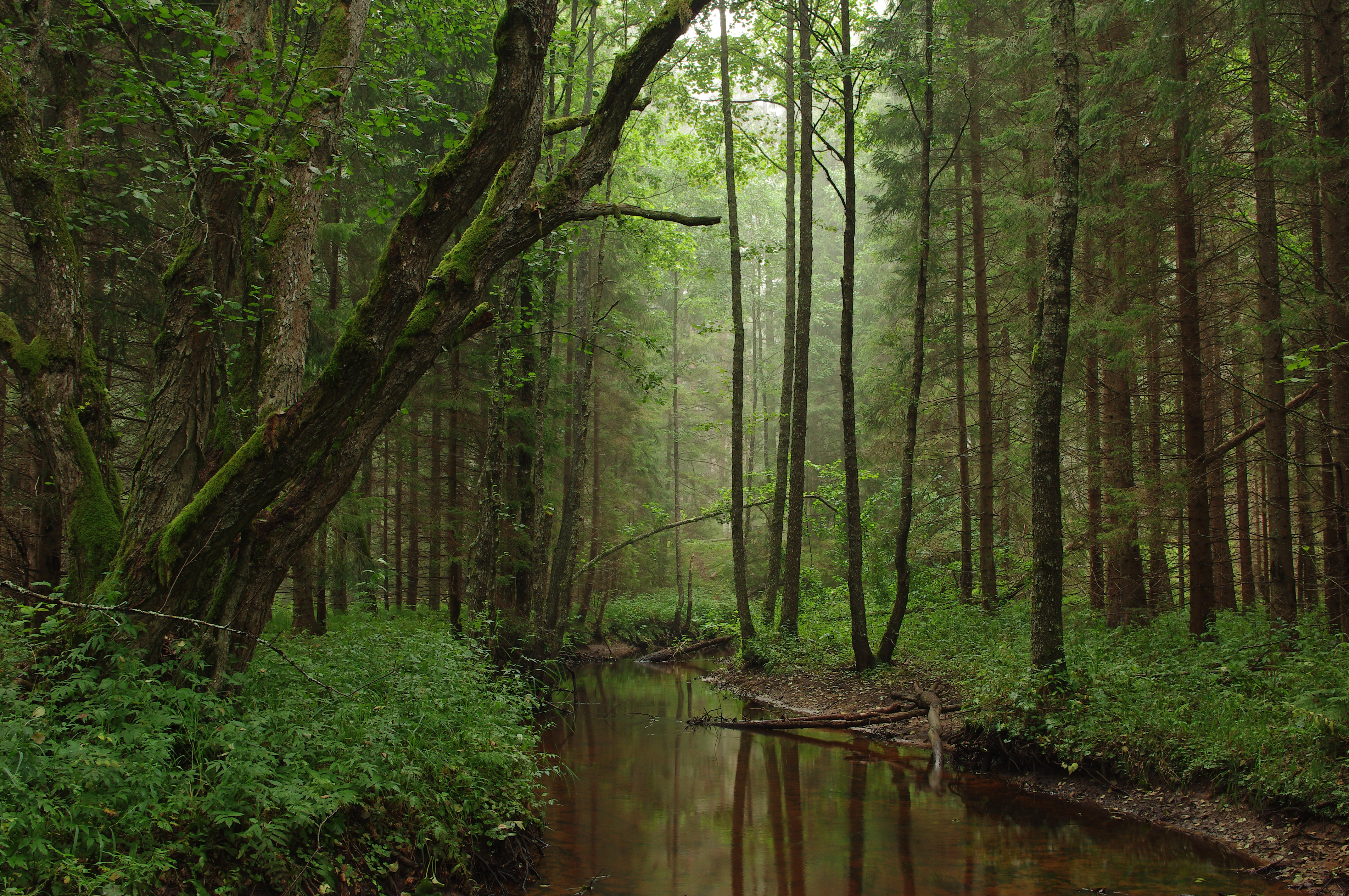
Tarvasjõgi em Põhja-Kõrvemaa Reserva natural na Estónia

Na Estônia, há 5 parques nacionais, mais de 100 reservas naturais e cerca de 130 paisagens em áreas de proteção. A maior reserva natural da Estônia é Alam-Pedja, que abrange a 342 km2 (85 000 acre(s)s).

#### Alemanha
Em 1995, a Alemanha tinha 5 314 reservas naturais cobrindo 6 845 km2 (2 600 sq mi), a maior parte de suas áreas na Baviera com 1 416 km2 (550 sq mi) e Baixa Saxónia, com 1 275 km2 (490 sq mi).

#### Hungria

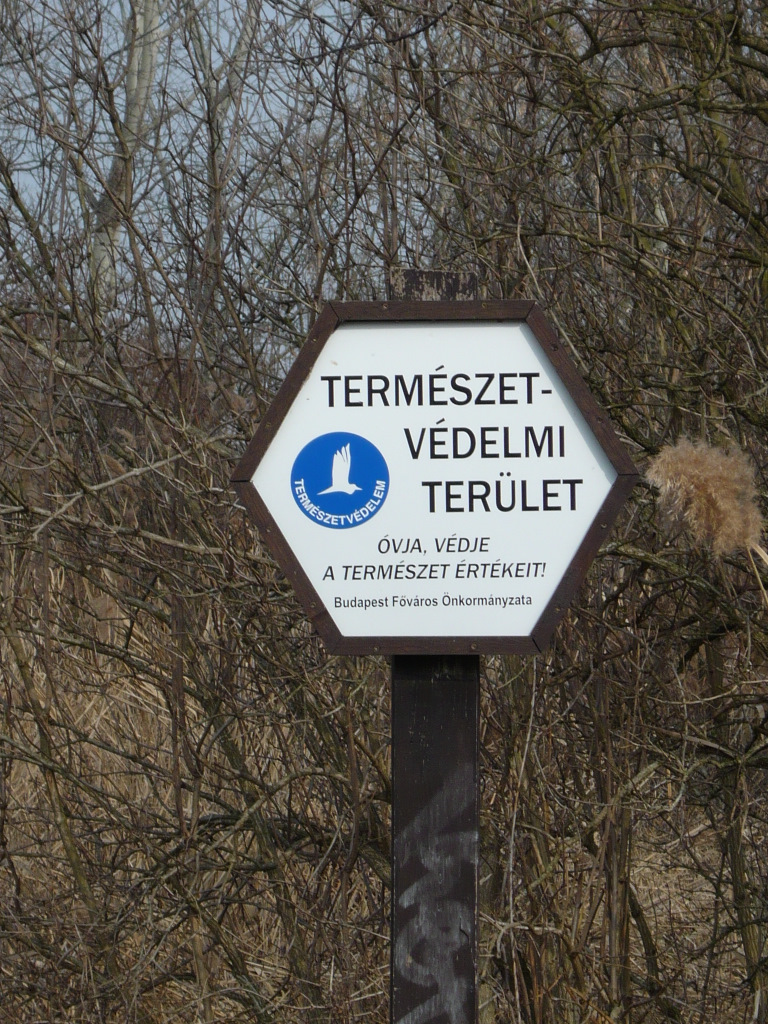
Reserva natural perto de Budapeste, próximo do Lago Naplás

Na Hungria, existem 10 parques nacionais, mais de 15 reservas naturais e mais de 250 áreas protegidas. Parque Nacional Hortobágy é a maior pastagem natural contínua na Europa e no mais antigo parque nacional na Hungria. Está situado na parte oriental da Hungria, na planície do Alföld. Foi criado em 1972. Há pastagens alcalinas interrompidos por pântanos. Eles têm uma importância considerável , porque não são os viveiros. Uma das vistas mais espetaculares do parque é a migração de outono de guindastes . Algumas espécies famosas de animais húngaros vivem no Parque Nacional Hortobágy, como o gado cinza, Racka - ovinos existentes só na Hungria, cavalos húngaros e búfalos. O Parque Nacional Hortobágy tem sido um Patrimônio Mundial da UNESCO desde 1 de Dezembro de 1999.

#### Polônia

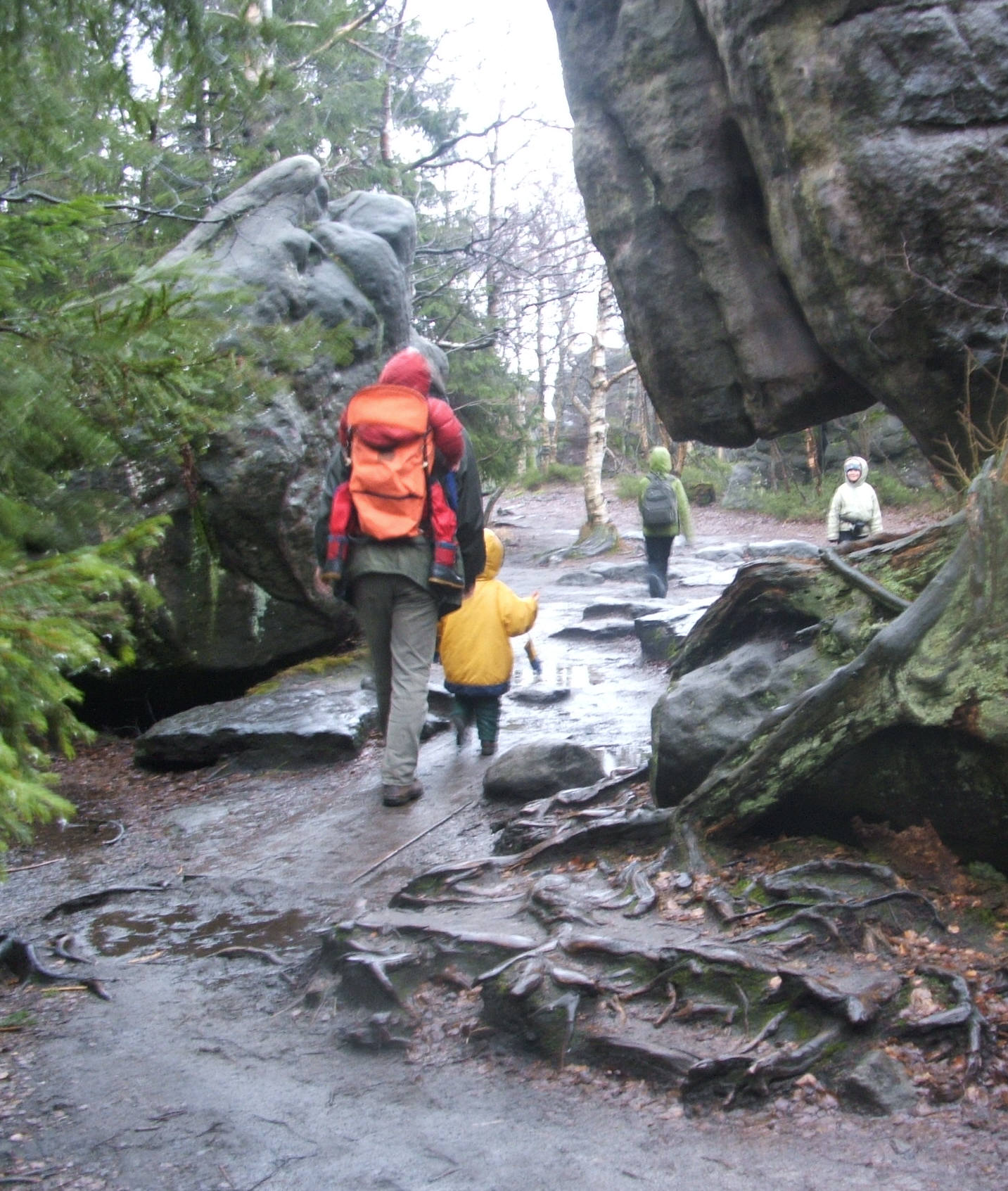
Caminho no Szczeliniec Wielki, uma famosa reserva natural nos Montes Tabulares, no sudoeste da Polônia

Desde 2011, a Polônia tem 1 469 reservas naturais.

#### Reino Unido
Existem algumas diferenças entre a regulamentação para a Inglaterra, Irlanda do Norte, Escócia e País de Gales, cujas reservas são gerenciadas separadamente.
No final de Março de 2004, existiam 215 reservas naturais nacionais, na Inglaterra, com uma área total de 879 quilômetros quadrados. As reservas são espalhadas pela Inglaterra, a partir de Lindisfarne em Northumberland até a Cornualha. Quase todos os condados rurais têm pelo menos uma. Muitas reservas naturais nacionais contam a nível nacional, com importantes populações de raras flores, samambaias e musgos, borboletas e outros insetos, e de nidificação e invernada de aves. Exemplos incluem plantas alpinas na Superior Teesdália e o campo da Fritillaria meleagris em  Cricklade, no Wiltshire.
Há, agora, mais de 1 050 reservas naturais locais na Inglaterra. Elas variam de florestas antigas e prados ricos em flor dos antigos caminhos de ferro do centro da cidade, aterros longos abandonados e zonas industriais agora re-colonizados por animais selvagens. No total, eles cobrem quase 40 000 hectares - um recurso natural impressionante, que faz uma contribuição importante para a Inglaterra e a  biodiversidade. Um bom exemplo é a reserva natural em East Sussex, onde uma rede de percursos pedestres permite que os visitantes explorem as lagoas salinas, pântanos e habitat.
Através da Lei do Patrimônio Natural (Escócia) de 1991, foi criado, em 1992, o Patrimônio Natural Escocês (SNH) como um órgão do governo controlado pelos ministros do Governo escocês e, através deles, pelo parlamento escocês. Em 31 de março de 2008, existiam 65 reservas naturais nacionais na Escócia, com uma área total de cerca de 1 330 quilômetros quadrados. A Seção 21 dos Parques Nacionais e o Acesso à Lei de Campo 1 949 dá, às autoridades locais, o poder legal exclusivo para estabelecer uma reserva de natureza local, em consulta com o SNH.

### Israel
O Ato de 1963 dos Parques Nacionais e Reservas Naturais de Israel  define uma reserva de natureza como "uma área onde são preservadas a vida animal, vida vegetal, terra, cavernas ou na água, que têm uma importância científica ou educacional, de alterações indesejadas em sua aparência, em sua composição biológica ou no seu desenvolvimento, e que o Ministro do Interior, através da recomendação do Ministério da Agricultura ou após a consulta com ele, declarada nos protocolos que é uma reserva natural. " Em 1984, as duas áreas com o maior número de reservas naturais foram a Sul (15,2%) e Samaria (Shomron, 13,5%).

### Japão
Sob a Conservação da Lei da Natureza, os lugares podem ser designados como "áreas de deserto', 'áreas de conservação da natureza" e "a prefeitura de áreas de conservação da natureza'. Em 1995, quando o Governo Japonês publicou as suas informações em inglês, havia 5 sertões, 10 áreas de conservação da natureza e 516 prefeitura de áreas de conservação da natureza.

### Jordânia
Há sete reservas naturais na Jordânia. Em 1966, a organização que mais tarde iria começar reservas naturais da Jordânia, a Real Sociedade para a Conservação da Natureza, foi fundada. Foram os primeiros esforços de RSCN envolvidos trazendo de volta espécies gravemente ameaçadas de extinção. Em 1973, RSCN foi dado o direito de emitir licenças de caça, dando RSCN uma mão superior na prevenção da extinção. O primeiro passo foi a fundação da primeira reserva natural da Jordânia, Shaumari Wildlife Reserve, em 1975. O objetivo principal foi criar meios para se reproduzir espécies ameaçadas de extinção, especificamente: o Órix-árabe, gazelas, avestruzes, e onagros-persas em seu ambiente natural.

### Quirguistão
No final de 2009, havia 10 reservas naturais no Quirguistão, abrangendo 600 000 hectares (6 mil km2) ou cerca de 3% da área total do país.

### Nova Zelândia
A Nova Zelândia tem uma variedade de tipos de reserva, incluindo Parques Nacionais, diversos tipos de Áreas de Conservação (incluindo a administração da terra que ainda está para ser oficialmente classificada), e sete tipos específicos de "Reserva", cada um dos quais priorizam vários graus de proteção para diferentes comodidades como cenário, recreação , flora e fauna , valor científico ou histórico . A terra é muitas vezes sub- categorizados abaixo de sua classificação geral , tal como definido na lei entre a Lei de Reserva de 1977, os Parques Nacionais Ato de 1980, e a Lei de Conservação de 1987. Sob estas classificações, o Departamento de Conservação administra mais de 80 000 km2- quase 30% do total do país, área com, pelo menos, algum grau de proteção. Esta terra é composto por 14 parques nacionais , 30 parques de conservação , e aproximadamente 8 900 áreas discretas de terra no total.
Embora a maioria das terras públicas seja fortemente protegida para preservação natural, o termo reserva natural é definido especificamente na Lei de Reservas para significar uma reserva que dê prioridade à proteção da flora e fauna , na medida em que o acesso público é de somente autorizar. Algumas dessas provisões incluem Ilhas Ecológicas, comparativamente, um novo conceito na preservação da vida selvagem, foi a pioneira na Nova Zelândia para ajudar a reconstruir as populações de cerca de aves extintas, e outras espécies que estão fortemente ameaçadas por predadores introduzidos.

### Nicarágua

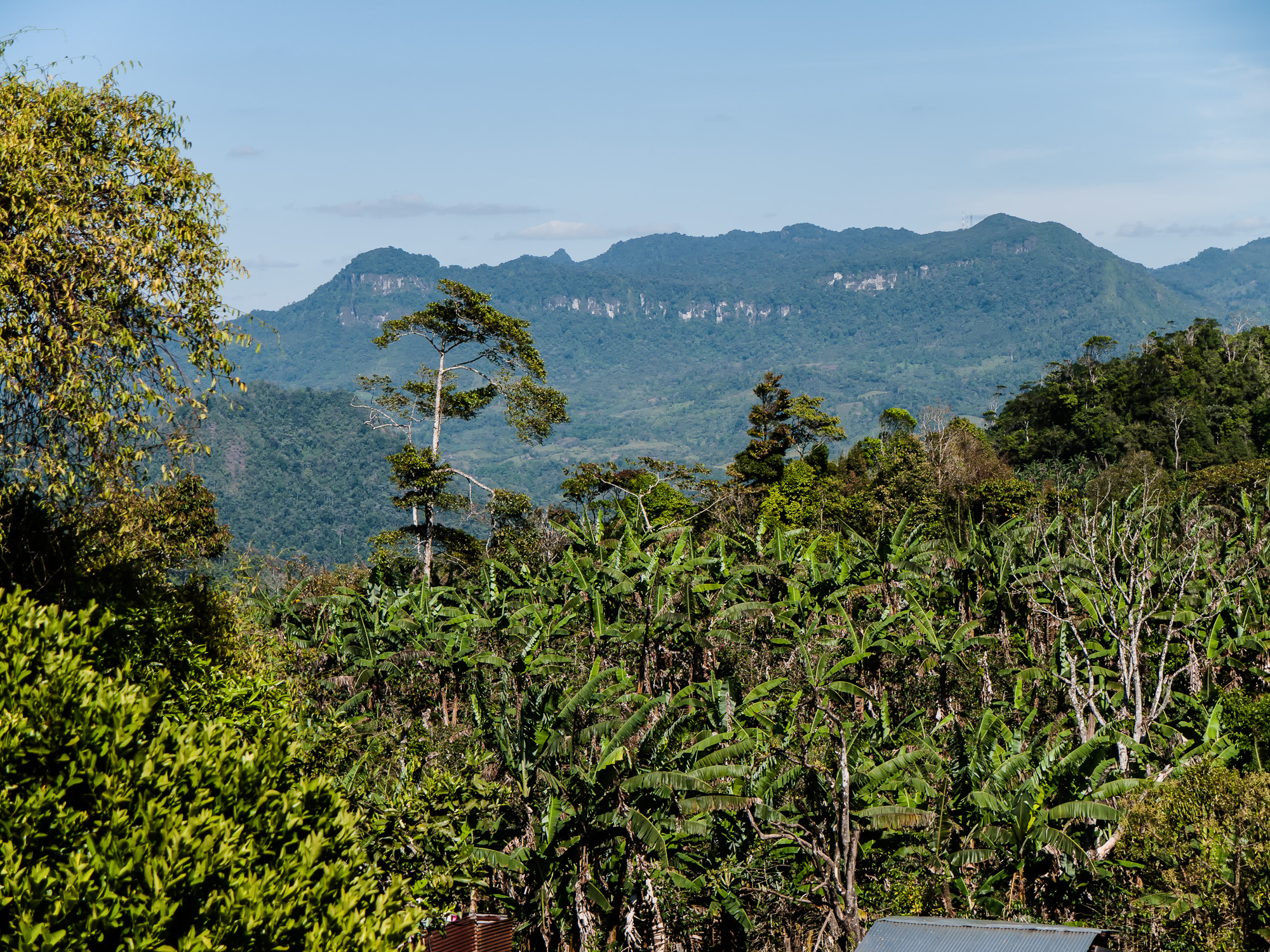
Peñas Blancas, parte do Bosawas Reserva da Biosfera, é a segunda maior floresta tropical do Hemisfério Ocidental, após a Floresta Amazônica no Brasil. Localizado a nordeste da cidade de Jinotega no nordeste da Nicarágua.

Na Nicarágua, o Ministério do meio Ambiente e dos Recursos Naturais (MARENA) é o encarregado da proteção ambiental e do estudo, de planeamento e de gestão dos recursos naturais da Nicarágua. Cerca de um quinto do território é designado como áreas protegidas, como parques nacionais, reservas naturais, reservas biológicas. A Nicarágua tem 78 áreas protegidas que abrangem 22,422 km2, de 17,3% do território da nação. Existem reservas naturais privadas com terras excluídas do confianças de terra privados e mantida a critério custo do titular . Por exemplo, " O parques, animais selvagens , e de Lazer" foi criada dentro do Corredor Biológico Mesoamericano pelo ex-bombeiro FDNY Kevin Michael Shea , que comprou 46 acres (0,19 quilômetro quadrado) de terra, desta maneira, é um exemplo deste tipo de reserva natural privada.

### Rússia
Há cerca de 100 reservas naturais na Rússia, cobrindo cerca de 330 000 quilômetros quadrados (130 000 milhas quadradas), ou cerca de 1,4% da área total do país. Algumas delas são anteriores à Revolução de Outubro de 1917, mas a maioria foi criada durante a era da União Soviética. Há, também, áreas naturais protegidas, onde apenas algumas espécies são protegidas, ou apenas determinadas atividades são proibidas; aqueles que são conhecidos como zakaznik.

### África Do Sul
A África do sul é conhecida por suas muitas reservas. A mais antiga reserva natural no país é a reserva natural Groenkloof, criada em 1892, na cidade capital, Pretória, na antiga [República Sul-Africana]] e atual República da África do Sul. O país possui muitos parques nacionais, mas o mais conhecido é o Parque Nacional Kruger, que foi criado em 1898 e é o maior, com cerca de 2 000 000 hectares (20 000 km2). O parque Kruger e o Parque Nacional Table Mountain são as duas atrações turísticas mais visitadas da África do Sul. A África do sul também tem um grande número de sítios do Patrimônio Mundial, incluindo o Shamwari, Londolozi, Sanbona e Lalibela. O país tem, atualmente, 20 parques nacionais, abrangendo 3 700 000 hectares (37 000 km2), cerca de 3% da área total da África do Sul.

### Suíça
O Parque Nacional Suíço, criado em 1914, foi um dos primeiros parques nacionais na Europa. Além do Parque Nacional Suíço, a Suíça também tem dezesseis parques naturais regionais.
A organização ambiental Pro Natura cuida de cerca de 650 reservas naturais de vários tamanhos, em toda a Suíça (250 quilômetros quadrados).

### Estados Unidos

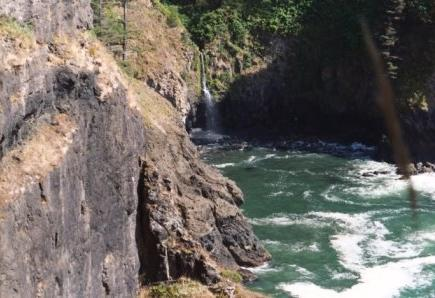
Cascade Head, no Oregon, nos Estados Unidos, é uma reserva da biosfera da UNESCO

Nos Estados Unidos, a United States Fish and Wildlife Service é responsável por gerenciar muitas reservas naturais, incluindo refúgios naturais de vida silvestre. Os governos estaduais e locais administram outros, e alguns são privados, fundos de investimento, que são financiados através de doações pessoais. Existem reservas naturais privadas com terras excluídas das confianças de terra privadas e mantidas a critério de custo do titular. Wilbur Hot Springs 'Dr. Richard Louis Miller doou 1 800 acres (7,3 quilômetros quadrados) de terra desta maneira e é um exemplo deste tipo de reserva de natureza privada.

### Eritreia
Na Eritreia, Yob Reserva de vida Selvagem é encarregado de cuidar da vida selvagem de plantas e animais na área.